# 時代の転換点演説

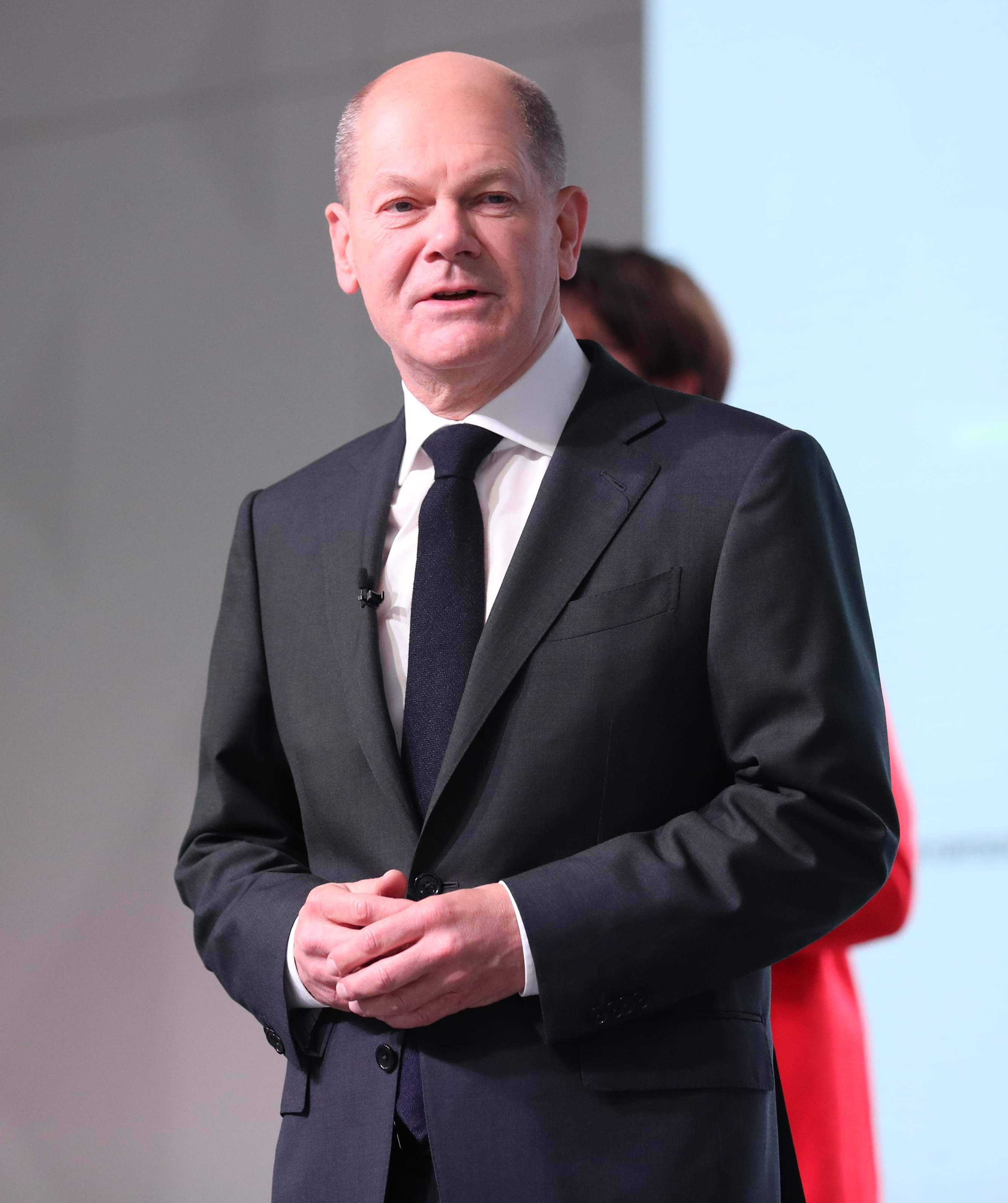
時代の転換点演説を行う約2か月前のオラフ・ショルツの写真

時代の転換点演説（じだいのてんかんてんえんぜつ）は、2022年2月27日にドイツ首相のオラフ・ショルツがドイツ連邦議会で行った演説である。この演説は、2月24日に始まった2022年ロシアのウクライナ侵攻に反応したもので、ショルツはこの攻撃を「時代の転換点」 (ドイツ語: Zeitenwende）と呼んだ。その対応でドイツ政府は軍の強化に向けた基金に今年（2022年）1000億ユーロを振り分ける方針を示すとともに、2024年までに国内総生産（GDP）の少なくとも毎年2%を国防費に毎年充てると表明した。
ショルツの演説は大半のドイツ及び国際政治家から高く評価され、野党党首のフリードリヒ・メルツからも支持された。ガーディアンのPatrick Wintourは、ショルツは「180度の軌道修正」を発表したと書いた。

## 背景
2022年の初めの数か月、ロシアはウクライナ国境付近に約15万人の軍隊を配備し、西側の軍事同盟NATOに対し、ウクライナの加盟を認めないという約束を要求した。 西側諸国の政府はこの要求を拒否し、ウクライナへの軍事援助を増やすことで対応した。最近選出されたオラフ・ショルツ首相が政権を率いるドイツは、この危機に対して慎重なアプローチを取っていると批判された。 批判の焦点は、ロシアがウクライナを攻撃した場合に、ロシアのエネルギー企業ガスプロムが資金を提供するガスパイプラインである「ノルドストリーム2」の認証が一時停止されるのかどうかをショルツが明言することを拒否したことに集中した。 2月15日、ショルツはロシア大統領のウラジーミル・プーチンとの会談のためにモスクワを訪問したが、一部の評論家は、この訪問をロシアに対するドイツの弱さの兆候と解釈した。2月22日、プーチンがウクライナ東部への軍隊の派遣を命じた後、ショルツは、ドイツ政府はパイプラインの認証を阻止すると発表した。
2022年2月24日、ロシアはロシア南部とベラルーシに構築された陣地からウクライナへの侵攻を開始した。プーチン大統領はこの侵攻を、ロシアの支援を求めていたウクライナのドンバス地域にある2つの分離主義者の自称国家「ドネツク人民共和国」と「ルガンスク人民共和国」を支援するための「特別軍事作戦」と表現した。西側の指導者達は攻撃を厳しく非難した。

## 2月27日の演説
2月27日、ショルツはドイツの下院である連邦議会で演説し、ロシアのウクライナ侵攻に対する政府の反応を概説し、国の慎重な防衛政策の根本的な再構築を発表した。ショルツはドイツ軍の強化に向けた基金に今年1000億ユーロを振り分ける方針を示すとともに、2024年までにGDPの少なくとも毎年2%を国防費に毎年充てると表明した。GDP2%の国防費は、ショルツのドイツ社会民主党（SPD）が伝統的に反対していたNATO加盟の要件である。 

ショルツは、ロシアがヨーロッパの平和にもたらす脅威によって、確立された防衛政策からの離脱を正当化し、大陸の新しい政治情勢を「時代の転換点」（ドイツ語: Zeitenwende)と表現し、以下のように述べた:

Wir erleben eine Zeitenwende. Und das bedeutet: Die Welt danach ist nicht mehr dieselbe wie die Welt davor. Im Kern geht es um die Frage, ob Macht das Recht brechen darf, ob wir es Putin gestatten, die Uhren zurückzudrehen in die Zeit der Großmächte des 19. Jahrhunderts, oder ob wir die Kraft aufbringen, Kriegstreibern wie Putin Grenzen zu setzen. Das setzt eigene Stärke voraus.
私たちは時代の転換点を目の当たりにしている。世界がこれまでと同じものではなくなるということです。究極的に問われているのは、力で法を破ってもよいのか、19世紀の列強の時代へとプーチンに時計の針を戻させてよいのかということです。それとも、プーチンのような戦争屋に一線を越えさせないよう力をふりしぼっていくのか。そのためには私たち自身に強さが必要です。

## 政策の変更と行動
ショルツの演説で言及されたGDPの2%目標を達成するための国防予算の増加に加えて、2022年9月までに、ドイツはウクライナ支援のために「ゲパルト自走対空砲30両、PzH2000自走榴弾砲10門、MARS多連装ロケット砲3両およびさまざまな軽量武器」を同国に供与した。しかし、政府は重火器の提供を遅らせ続け、ドイツ製のレオパルト戦車とマルダー歩兵戦闘車の提供を求める野党の圧力に抵抗した。2023年1月5日、ショルツはこの方針を部分的に覆し、アメリカ合衆国大統領のジョー・バイデンとの会談後の共同声明で、ドイツがマルダーを、アメリカがM2ブラッドレー歩兵戦闘車をウクライナに供与することを発表した。ショルツはまた、ウクライナの重要インフラに対するロシアの継続的な攻撃への対応として、長距離地対空ミサイル「パトリオット」を送ることを約束した。
2023年の初めの数週間、ドイツ政府に対してレオパルト戦車の供与を承認するよう求める圧力が強まった。ポーランドがドイツ政府に対して、レオパルト2戦車最大14両のウクライナへの供与を認めるよう要請したことを明らかにした後、ドイツ政府は1月25日に、レオパルト2を保有している国がウクライナへ供与することを認める方針を示し、ドイツ軍から14両のレオパルト２をウクライナに供与すると発表した。

## 評価

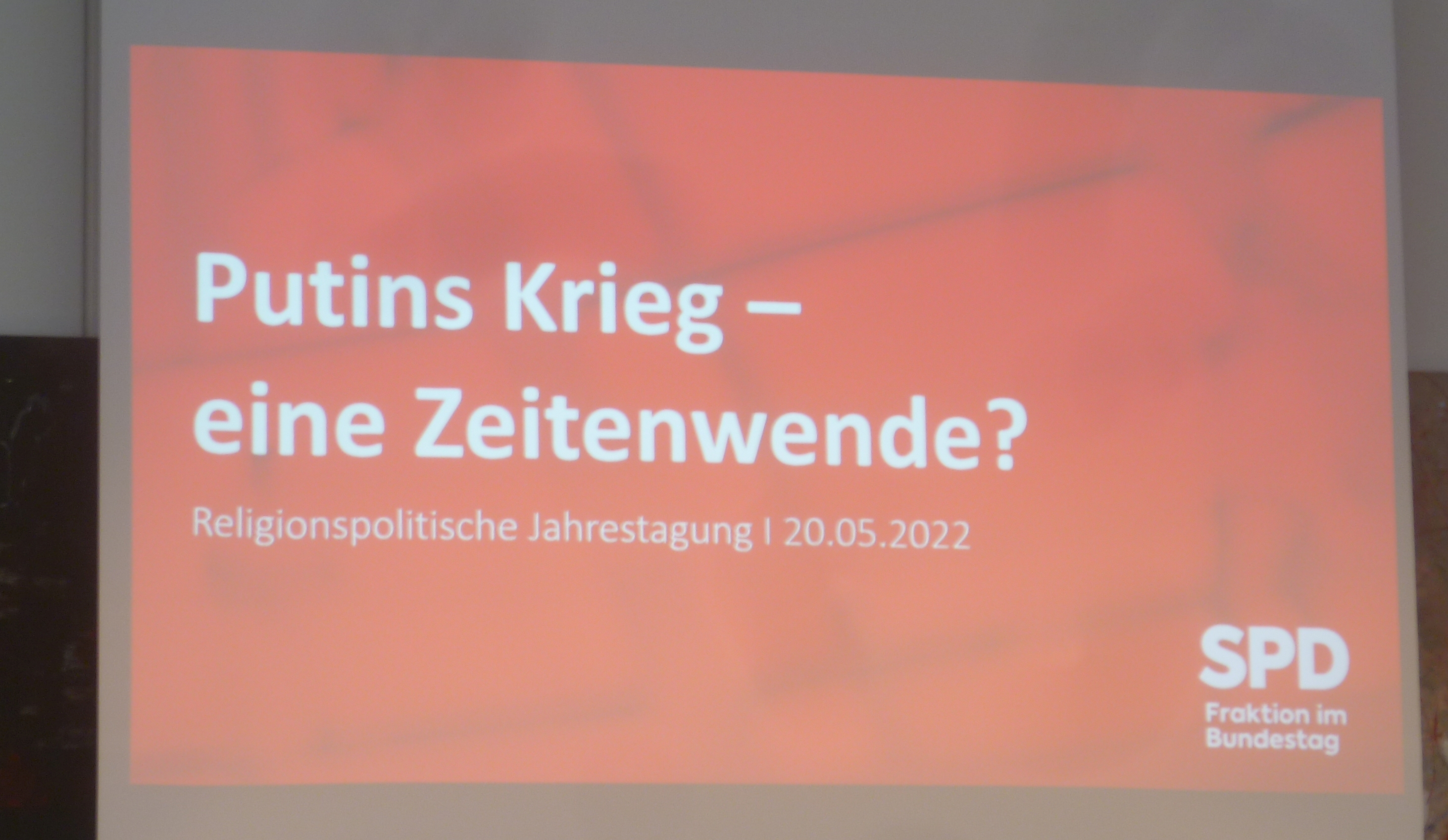
2022年のSPD党大会でのプレゼンテーションのスライド「プーチンの戦争 – 歴史的転換点?」

この演説は、大半のドイツおよび国際政治家から好意的に受け止められた。連邦議会は、左翼党とドイツのための選択肢 (AfD) を除くすべての政党の支持を得て、ロシア政府に対する非難の動議を可決した。野党のドイツキリスト教民主同盟（CDU）の党首であるフリードリヒ・メルツは、ショルツの防衛計画を支持することを誓う一方で、首相の党の以前の態度は親ロシア的であると特徴づけた。ロベルト・ハーベック経済相は、新しい政策を支持し、ドイツの以前のロシア評価の間違いを認めた。 NATO事務総長のイェンス・ストルテンベルグは、集団安全保障へのドイツの新たな取り組みを称賛し、ショルツの約束を「我々の国々の安全保障と自由への重要な投資」と表現した。 世論調査によると、ドイツ人の78%が提案された政策を支持した。
ショルツのロシア非難は共有したものの、左翼党は提案された軍事費の増額を批判した。 党のアミラ・モハメド・アリ議長は、首相が国際安全保障に有害であることが証明される軍拡競争に関与していると非難した。AfDのアリス・ワイデルはショルツに反対し、NATO はウクライナのNATO加盟の可能性を考慮することで「ロシアを苦しめる」という「歴史的な過ち」を犯したと主張した。ショルツがウクライナへの重火器の移転に抵抗したため、与党連合の一部が議会で首相に異議を唱え始めた。
ガーディアン紙に寄稿したパトリック・ウィンターは、ショルツの提案を「180 度の軌道修正」と表現し、ドイツは一夜にして「経済だけでなく地政学的な大国」になったと書いている。欧州議会議員のセルゲイ・ラゴディンスキーは、軍事費の増加に加えて、ドイツは外交政策の手段として軍事介入を行使する方法を学ぶ必要があると主張し、ドイツのロシアとの緊密なエネルギー関係は、「過去20年間で最大の戦略的過ちの1つ」であるとみなした。
「Zeitenwende」は、演説後の政治的なキャッチフレーズとなり、2022年のドイツの流行語大賞に選ばれた。

## 引用
1. ↑  “ドイツ首相、国防費の大幅増額を表明－ウクライナ危機で歴史的転換”. Bloomberg.com. 2023年2月9日閲覧。
2. ↑  Vock 2022.
3. ↑  Riley & Horowitz 2022.
4. ↑  Al Jazeera 2022.
5. ↑  “ドイツ首相、国防費の大幅増額を表明－ウクライナ危機で歴史的転換”. Bloomberg.com. 2023年2月9日閲覧。
6. 1 2 3  Becker 2022.
7. ↑  Harding 2022.
8. ↑  Federal Government of Germany 2022a.
9. ↑  Federal Government of Germany 2022b.
10. ↑  Amt, Auswärtiges. “ドイツ連邦共和国大使館・総領事館のホームページへようこそ！”. japan.diplo.de. 2023年2月9日閲覧。
11. 1 2  von der Burchard 2022.
12. ↑  Richter 2023.
13. ↑  日本放送協会. “【詳細】ロシア ウクライナに軍事侵攻（6日の動き） | NHK”. NHKニュース. 2023年2月9日閲覧。
14. ↑  「米独、ウクライナに歩兵戦闘車提供で合意 両首脳が電話協議」『Reuters』2023年1月5日。2023年2月9日閲覧。
15. ↑  “ポーランド、ウクライナへの戦車供与承認をドイツに要請（写真=ロイター）”. 日本経済新聞 (2023年1月24日). 2023年2月9日閲覧。
16. ↑  日本放送協会. “ドイツ政府 ウクライナに戦車「レオパルト2」供与と発表 | NHK”. NHKニュース. 2023年2月9日閲覧。
17. 1 2 3  Deutsche Presse-Agentur 2022.
18. 1 2 3  Wintour 2022.
19. ↑  Alexander 2022.
20. ↑  Der Spiegel 2022.